# Coupe de France 1986/87
Het seizoen 1986/87 was het 70e seizoen van de Coupe de France in het voetbal. Het toernooi werd georganiseerd door de Franse voetbalbond.
Dit seizoen namen er 4964 clubs deel (847 meer dan de record deelname uit het vorige seizoen). De competitie ging in de zomer van 1986 van start en eindigde op 10 juni 1987 met de finale in het Parc des Princes in Parijs. De finale werd, net als in 1986, gespeeld tussen Girondins Bordeaux (voor de negende keer finalist) en recordfinalist Olympique Marseille (voor de veertiende keer finalist). Girondins Bordeaux veroverde voor de derde keer de beker door Olympique Marseille met 2-0 te verslaan.
Girondins Bordeaux behaalde als negende club de dubbel (landstitel en beker) in het Franse voetbal. Als landskampioen vertegenwoordigde Girondins Bordeaux Frankrijk in de Europacup I, als bekerfinalist nam Olympique Marseille de plaats in de Europacup II 1987/88 in.

## Uitslagen

### 1/32 finale
De 20 clubs van de Division 1 kwamen in deze ronde voor het eerst in actie. Voor de achtste keer nam er een club uit een van de Franse overzeese gebieden deel aan de landelijke eindronden. Dit seizoen nam JA Trénelle uit Martinique deel. De wedstrijden werden op 20, 21 en 22 maart gespeeld.
| Winnaar                    | Uitslag      | Verliezer                   |
| -------------------------- | ------------ | --------------------------- |
| Girondins Bordeaux         | 3-1          | RC Paris                    |
| Olympique Marseille        | 2-1          | RC Versailles               |
| Olympique Alès en Cévennes | 3-1          | Entente Provençale Manosque |
| Stade Reims                | 2-1          | FC Metz                     |
| Lille OSC                  | 2-0          | Red Star Paris              |
| RC Lens                    | 3-0          | Le Havre AC                 |
| RC Strasbourg              | 3-1          | JA Trénelle                 |
| Stade Laval                | 1-0          | FC Lorient                  |
| AS Monaco                  | 5-1          | ES Castres                  |
| Olympique Lyon             | 5-1          | AS Moulins                  |
| Tours FC                   | 7-0          | Gars Notre-Dame-du-Reun     |
| FC Martigues               | 3-0          | AS Muret                    |
| AJ Auxerre                 | 2-0          | Chamois Niort FC            |
| FC Périgueux               | 1-0          | US Montélimar               |
| Toulouse FC                | 2-0          | Sporting Toulon Var         |
| Brest Armorique            | 1-1 ns (4-2) | FC Nantes                   |

| Winnaar                  | Uitslag      | Verliezer                  |
| ------------------------ | ------------ | -------------------------- |
| FC Gueugnon              | 1-1 ns (4-3) | AS Beauvais-Marissel       |
| AS Cannes                | 1-0          | Gazélec FCO Ajaccio        |
| CS Thonon                | 1-0          | AS Sarreguemines           |
| FC Mulhouse              | 2-1          | FC Sochaux                 |
| SEC Bastia               | 2-1          | SC Douai                   |
| FC Rouen                 | 1-0          | US Senlis                  |
| Paris Saint-Germain      | 2-0          | AS Nancy                   |
| Stade Rennes             | 4-3          | CA Mantes                  |
| OGC Nice                 | 1-0          | Montpellier La Paillade SC |
| SCO Angers               | 1-0          | CS Alençon                 |
| AEP Bourg-La Roche       | 4-0          | Limoges FC                 |
| AS Saint-Étienne         | 1-0          | Stade Rodez                |
| US Baume-les-Dames       | 1-0          | CO Saint-Dizier            |
| AS Loison-sous-Lens      | 1-0          | AS Poissy                  |
| SM Caen                  | 1-0          | US Dunkerque               |
| Union Clissons-Korrigans | 1-1 ns (8-7) | US Concarneau              |

### 1/16 finale
De heenwedstrijden op 1 april gespeeld, de terugwedstrijden op 7 en 14 april.
 * = eerst thuis 
| Winnaar                      | Uitslag  | Verliezer             |
| ---------------------------- | -------- | --------------------- |
| Girondins Bordeaux           | 0-0, 3-1 | FC Gueugnon *         |
| Olympique Marseille *        | 1-0, 0-0 | AS Cannes             |
| Olympique Alès en Cévennes * | 1-0, 0-0 | CS Thonon             |
| Stade Reims                  | 2-0, 1-0 | FC Mulhouse *         |
| Lille OSC *                  | 2-1, 0-0 | SEC Bastia            |
| RC Lens                      | 0-0, 2-1 | FC Rouen *            |
| RC Strasbourg                | 0-0, 1-0 | Paris Saint-Germain * |
| Stade Laval                  | 1-1, 5-3 | Stade Rennes *        |

| Winnaar         | Uitslag  | Verliezer                  |
| --------------- | -------- | -------------------------- |
| AS Monaco *     | 2-0, 3-0 | OGC Nice                   |
| Olympique Lyon  | 3-2, 3-2 | SCO Angers *               |
| Tours FC        | 0-0, 3-1 | AEP Bourg-La Roche *       |
| FC Martigues    | 0-1, 2-0 | AS Saint-Étienne *         |
| AJ Auxerre      | 5-0, 5-0 | US Baume-les-Dames *       |
| FC Périgueux    | 1-3, 3-0 | AS Loison-sous-Lens *      |
| Toulouse FC *   | 1-0, 1-1 | SM Caen                    |
| Brest Armorique | 1-1, 3-0 | Union Clissons-Korrigans * |

### 1/8 finale
De heenwedstrijden werden op 21 en 15 april gespeeld, de terugwedstrijden op 6 mei.
 * = eerst thuis 
| Winnaar                      | Uitslag  | Verliezer      |
| ---------------------------- | -------- | -------------- |
| Girondins Bordeaux *         | 2-0, 1-2 | AS Monaco      |
| Olympique Marseille *        | 3-0, 2-2 | Olympique Lyon |
| Olympique Alès en Cévennes * | 3-1, 0-1 | Tours FC       |
| Stade Reims                  | 0-1, 2-0 | FC Martigues * |

| Winnaar         | Uitslag  | Verliezer       |
| --------------- | -------- | --------------- |
| Lille OSC *     | 3-0, 2-2 | AJ Auxerre      |
| RC Lens         | 4-0, 4-2 | FC Périgueux *  |
| RC Strasbourg * | 2-1, 3-2 | Toulouse FC     |
| Stade Laval *   | 0-1, 2-1 | Brest Armorique |

### Kwartfinale
De heenwedstrijden werden op 12 mei gespeeld, de terugwedstrijden op 19 mei.
 * = eerst thuis 
| Winnaar                      | Uitslag           | Verliezer     |
| ---------------------------- | ----------------- | ------------- |
| Girondins Bordeaux *         | 3-1, 1-2          | Lille OSC     |
| Olympique Marseille          | 1-0, 0-0          | RC Lens *     |
| Olympique Alès en Cévennes * | 2-0, 0-1          | RC Strasbourg |
| Stade Reims                  | 0-1, 1-0 ns (4-3) | Stade Laval * |

### Halve finale
De heenwedstrijden werden op 26 mei gespeeld, de terugwedstrijden op 2 juni.
 * = eerst thuis 
| Winnaar               | Uitslag  | Verliezer                    |
| --------------------- | -------- | ---------------------------- |
| Girondins Bordeaux    | 2-2, 0-0 | Olympique Alès en Cévennes * |
| Olympique Marseille * | 2-0, 5-1 | Stade Reims                  |

### Finale
De wedstrijd werd op 10 juni 1987 gespeeld in het Parc des Princes in Parijs voor 45.145 toeschouwers. De wedstrijd stond onder leiding van scheidsrechter Michel Vautrot.
| Winnaar                                 | Uitslag | Finalist            |
| --------------------------------------- | ------- | ------------------- |
| Girondins Bordeaux                      | 2-0     | Olympique Marseille |
| Philippe Fargeon 14' Zlatko Vujović 88' |         |                     |

1917/18 · 1918/19 · 1919/20 · 1920/21 · 1921/22 · 1922/23 · 1923/24 · 1924/25 · 1925/26 · 1926/27 · 1927/28 · 1928/29 · 1929/30 · 1930/31 · 1931/32 · 1932/33 · 1933/34 · 1934/35 · 1935/36 · 1936/37 · 1937/38 · 1938/39 · 1939/40 · 1940/41 · 1941/42 · 1942/43 · 1943/44 · 1944/45 · 1945/46 · 1946/47 · 1947/48 · 1948/49 · 1949/50 · 1950/51 · 1951/52 · 1952/53 · 1953/54 · 1954/55 · 1955/56 · 1956/57 · 1957/58 · 1958/59 · 1959/60 · 1960/61 · 1961/62 · 1962/63 · 1963/64 · 1964/65 · 1965/66 · 1966/67 · 1967/68 · 1968/69 · 1969/70 · 1970/71 · 1971/72 · 1972/73 · 1973/74 · 1974/75 · 1975/76 · 1976/77 · 1977/78 · 1978/79 · 1979/80 · 1980/81 · 1981/82 · 1982/83 · 1983/84 · 1984/85 · 1985/86 · 1986/87 · 1987/88 · 1988/89 · 1989/90 · 1990/91 · 1991/92 · 1992/93 · 1993/94 · 1994/95 · 1995/96 · 1996/97 · 1997/98 · 1998/99 · 1999/00 · 2000/01 · 2001/02 · 2002/03 · 2003/04 · 2004/05 · 2005/06 · 2006/07 · 2007/08 · 2008/09 · 2009/10 · 2010/11 · 2011/12 · 2012/13 · 2013/14 · 2014/15 · 2015/16 · 2016/17 · 2017/18 · 2018/19 · 2019/20 · 2020/21 · 
2021/22 · 2022/23 · 2023/24 · 2024/25 ·